# أندريه أوريول
أندريه أوريول (بالفرنسية: André Oriol)‏ هو مجدف فرنسي، ولد في 27 مايو 1902 في باريس في فرنسا، وتوفي بنفس المكان في 17 أبريل 1994.

## وصلات خارجية
- أندريه أوريول على موقع أوليمبيديا (الإنجليزية)